# Parada Równości

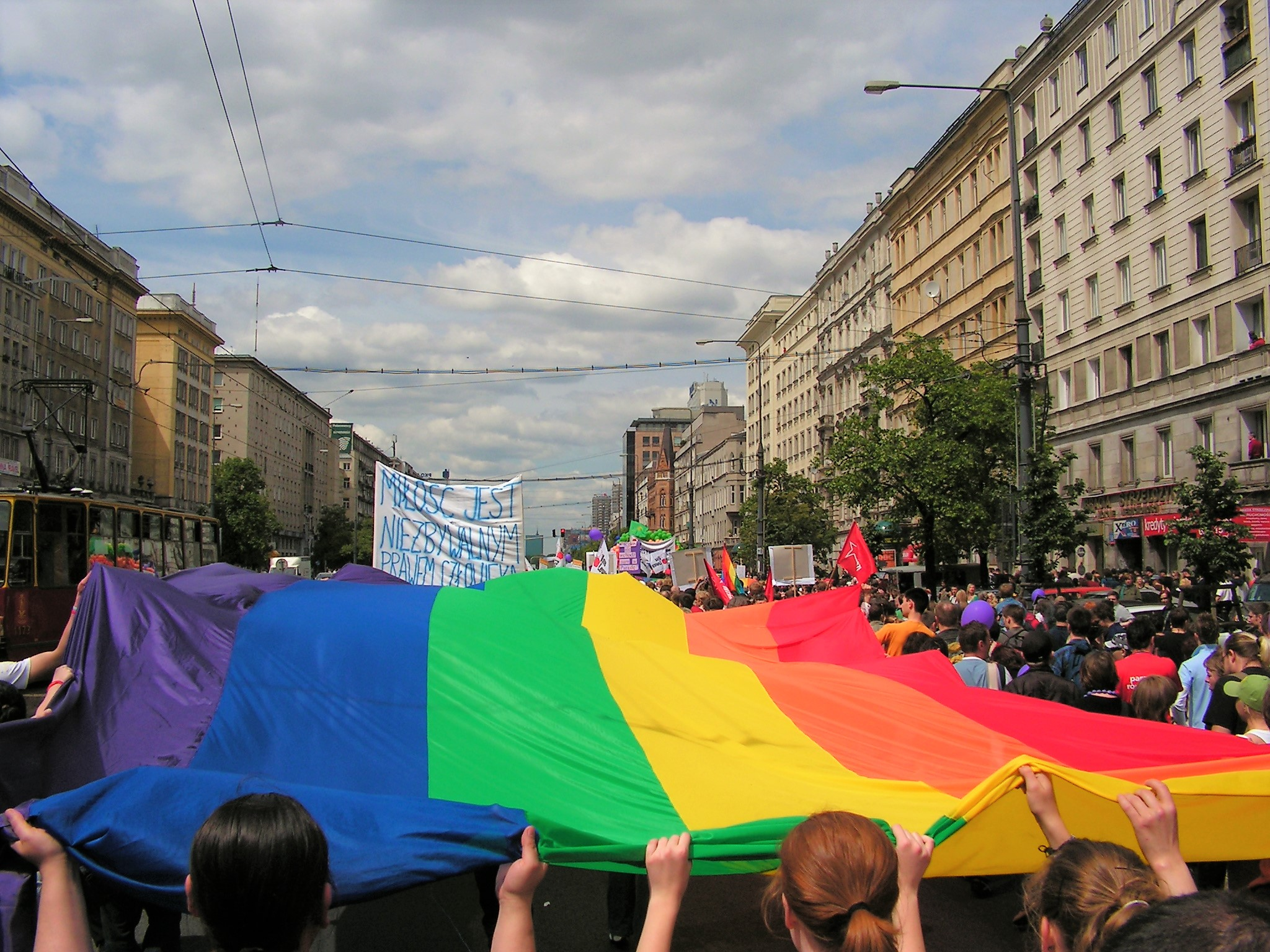
Parada Równości năm 2006

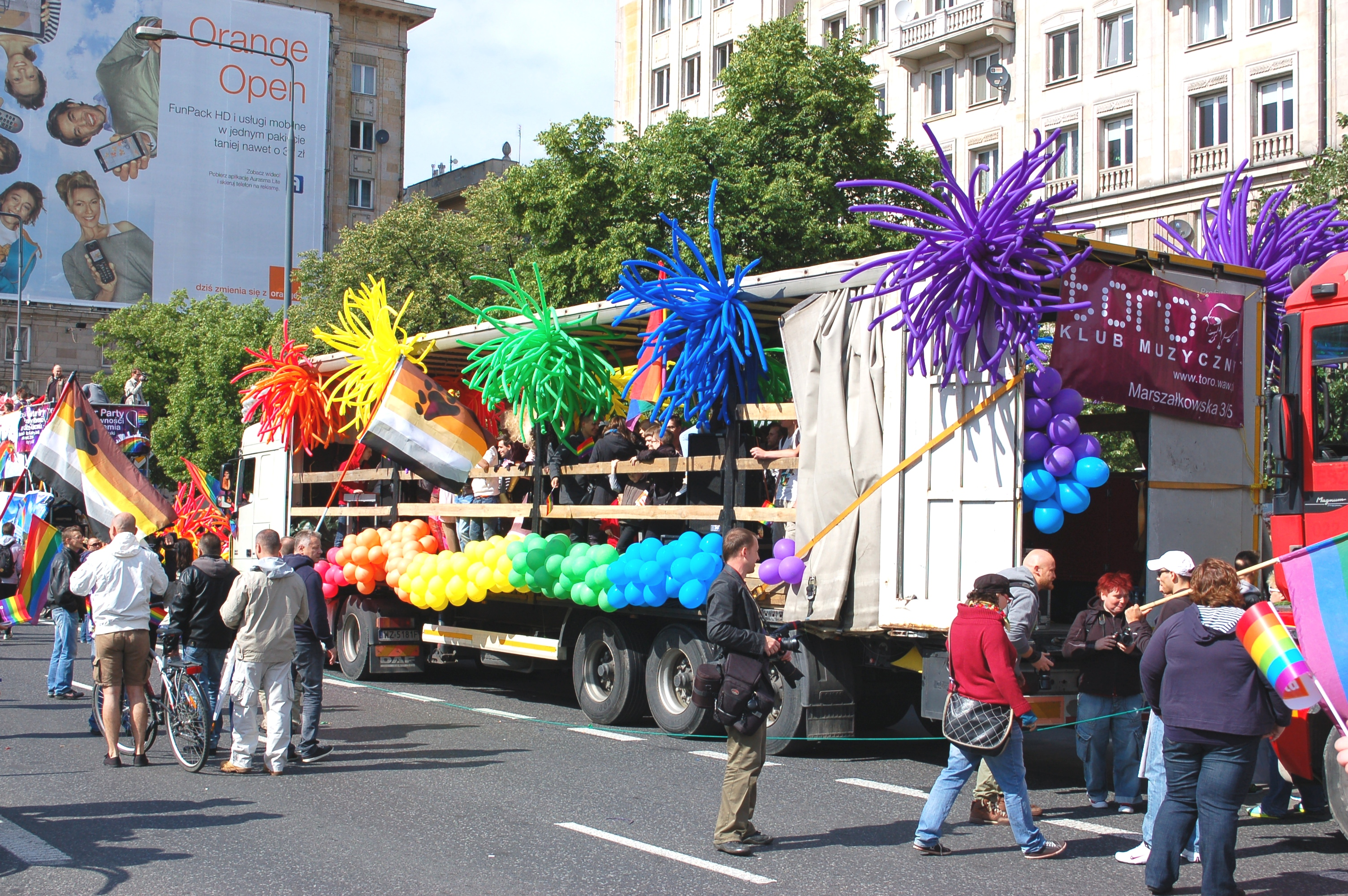
Parada Równości vào năm 2012

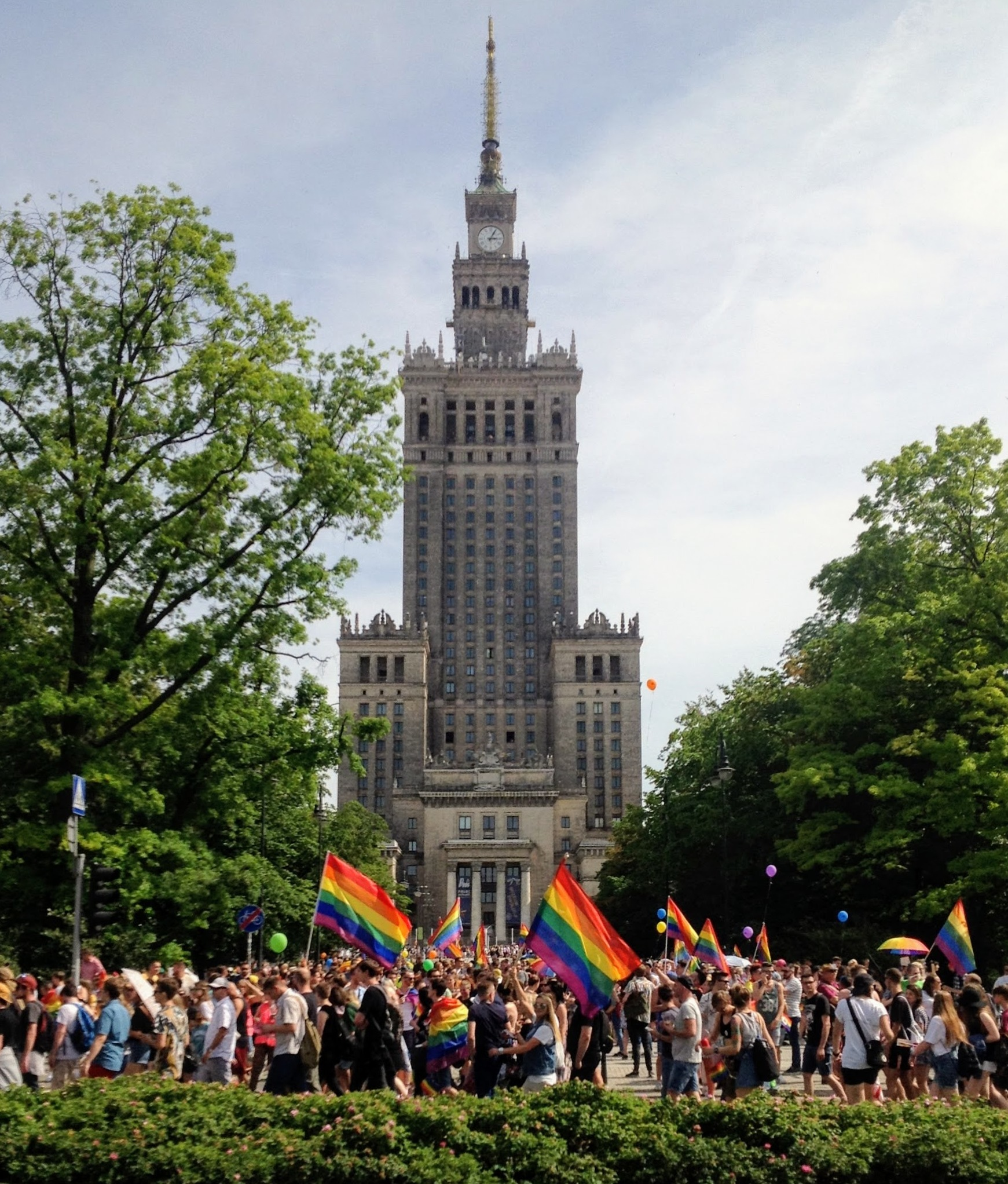
Parada Równości năm 2018

Parada Równości (Ba Lan, "Cuộc diễu hành Bình đẳng") là một cuộc diễu hành đồng tính của cộng đồng LGBT  tổ chức tại Warsaw kể từ năm 2001, thường tổ chức vào tháng Sáu. Nó đã thu hút ít nhất vài nghìn người tham dự mỗi năm; 20.000 người tham dự (số lượng lớn nhất của bất kỳ năm nào trước năm 2017) đã được báo cáo vào năm 2006, sau lệnh cấm chính thức vào năm 2004 và 2005. Năm 2018, đã có 45.000 người tham dự. Năm 2019, đã có 50.000 người tham dự.
Đây là cuộc diễu hành niềm tự hào đồng tính lớn nhất ở Trung và Đông Âu, và đã được mô tả là "cuộc diễu hành tự hào đồng tính châu Âu đầu tiên được tổ chức tại một quốc gia thuộc khối Cộng sản cũ ". Việc ủng hộ cho cuộc diễu hành đang dần phát triển ở Ba Lan; với sự kiện năm 2005 được ủng hộ bởi 33% cư dân Warsaw và vào năm 2010 là 45%.

## Mục tiêu
Các nhà tổ chức của cuộc diễu hành muốn thúc đẩy sự công bằng xã hội nói chung, và thu hút sự chú ý đến các vấn đề mà cộng đồng LGBT ở Ba Lan đang phải đối mặt. Các nhà tổ chức, bao gồm Szymon Niemiec (người sáng lập sự kiện năm 2001), nhấn mạnh rằng cuộc diễu hành có ý nghĩa làm nổi bật không chỉ phong trào LGBT, mà cả vấn đề quyền của tất cả các nhóm thiểu số.

## Lịch sử

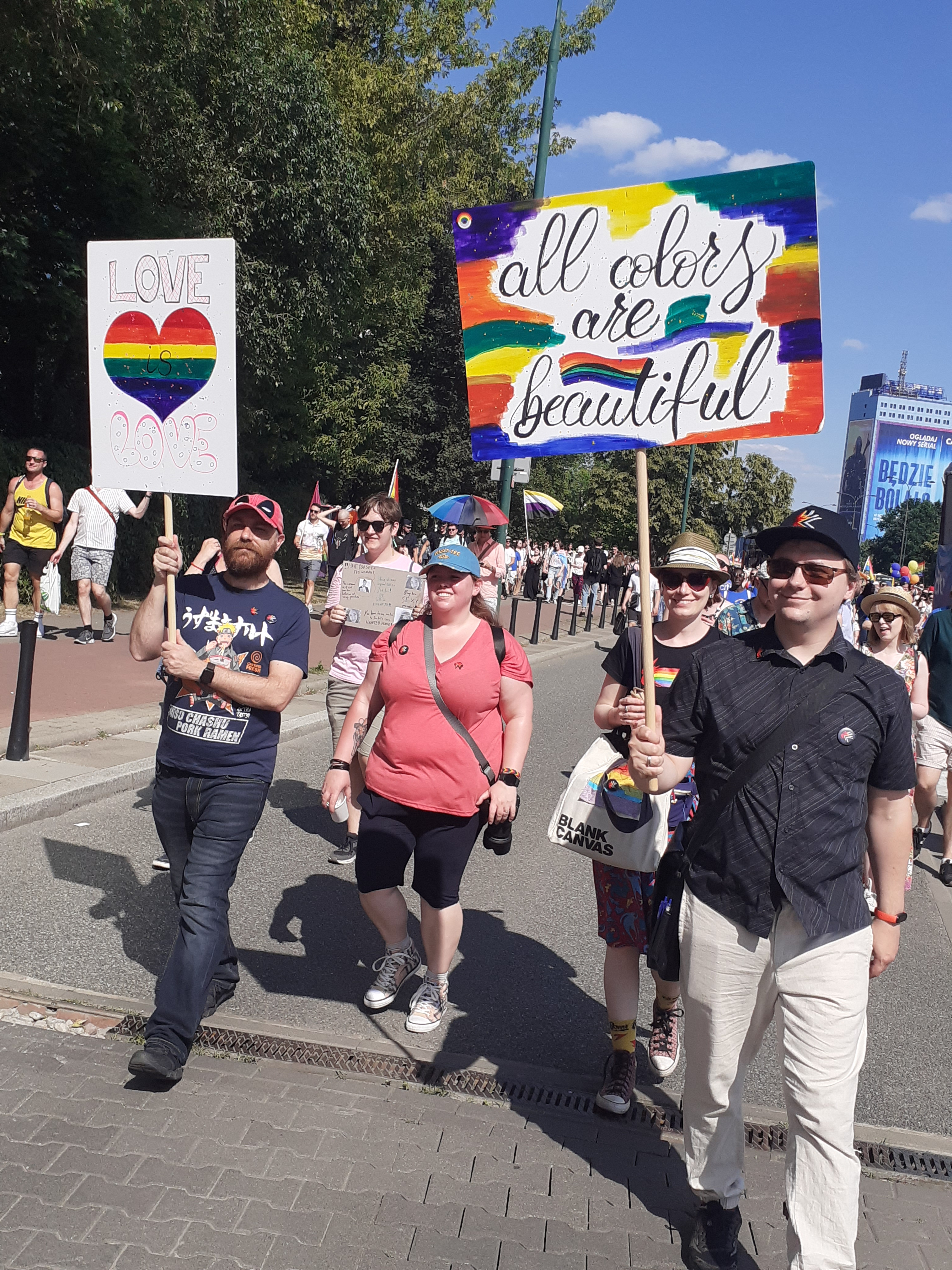
Parada Równości năm 2022.

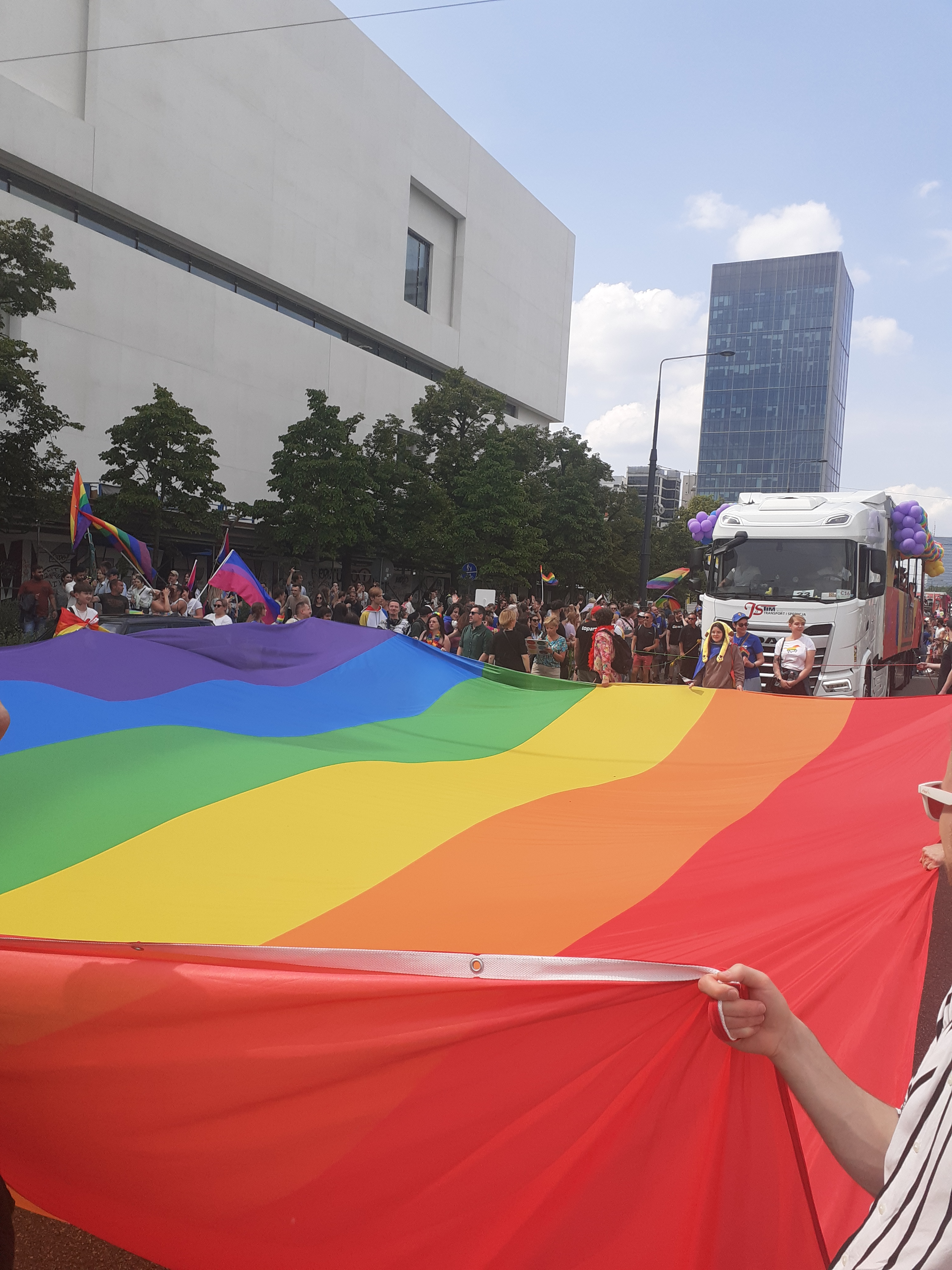
Parada Równości năm 2023.

Mặc dù những nỗ lực đối với một cuộc diễu hành LGBT ở Ba Lan đã được thực hiện ít nhất là vào đầu năm 1998, Cuộc diễu hành thành công đầu tiên của Ba Lan, tại Warsaw, được tổ chức vào năm 2001 thông qua những nỗ lực của nhà hoạt động vì quyền đồng tính Szymon Niemiec. Cuộc diễu hành thứ hai và thứ ba được tổ chức vào năm 2002 và 2003. Năm đó có khoảng 300 người tuần hành. Cuộc diễu hành năm 2002 được ước tính có ít nhất 1500 người tham dự, và sự kiện năm 2003 đã thu hút khoảng 3000 người tham dự.
Vào năm 2004 và 2005, các quan chức đã từ chối cấp phép cho các cuộc diễu hành, với lý do khả năng phản kháng, can thiệp vào các ngày lễ tôn giáo hoặc quốc gia, thiếu giấy phép và các lý do khác. Các cuộc diễu hành bị phản đối bởi Luật và Tư pháp bảo thủ của đảng Lech Kaczyński (tại thời điểm thị trưởng của Warsaw và chủ tịch sau này của Ba Lan), người nói rằng việc cho phép một sự kiện tự hào đồng tính chính thức tại Warsaw sẽ thúc đẩy lối sống đồng tính luyến ái. Để phản đối, một sự kiện khác, Wiec Wolności ("Freedom Veche "), được tổ chức tại Warsaw vào năm 2004, và ước tính đã thu hút 600 đến 1000 người tham dự. Đáp lại lệnh cấm năm 2005, khoảng 2500 người đã tuần hành vào ngày 11 tháng 6 năm đó, một hành vi bất tuân dân sự dẫn đến một số vụ bắt giữ ngắn.
Cuộc diễu hành năm 2006 được tổ chức mà không có sự can thiệp chính thức, và ước tính đã thu hút khoảng 20.000 người tham dự. Vào tháng 5 năm 2007, lệnh cấm đã được tuyên bố phân biệt đối xử và bất hợp pháp bởi Tòa án Nhân quyền Châu Âu ' Bączkowski v. Ba Lan cầm quyền. Tháng đó, cuộc diễu hành năm 2007 quy tụ khoảng 4000 người tham dự.
Cuộc tuần hành năm 2008 đã thu hút "vài ngàn người" một lần nữa, và năm 2009, "hơn 2000 người". Vào năm 2010, sự kiện này đã không được tổ chức, vì Warsaw đã tổ chức sự kiện EuroPride quốc tế, thu hút khoảng 8.000 người tham dự. Sự kiện này được tổ chức riêng tư và yêu cầu một khoản phí vào cửa, đó là nguyên nhân gây tranh cãi.
Các cuộc diễu hành đã được tổ chức hàng năm kể từ đó và sự tham dự đã tăng lên đáng kể qua nhiều năm, từ khoảng 4000 đến 6000 người tham dự năm 2011, 18.000 người vào năm 2015, đến khoảng 45.000 người tham dự cuộc diễu hành năm 2018 được phổ biến rộng rãi được hỗ trợ bởi chính quyền khu vực và hầu hết các tập đoàn lớn. Vào ngày 8 tháng 6 năm 2019, khoảng 50.000 người tham gia các buổi diễu hành trong sự kiện này. Thị trưởng Rafał Trzaskowski lần đầu tiên tham gia sự kiện này và nói rằng ông muốn Warsaw vẫn "cởi mở" và "khoan dung". Một nhu cầu định kỳ của cuộc diễu hành là sự công nhận của các công đoàn đồng giới ở Ba Lan.